# Taray Andor
Taray Andor (szül: Chachinovich Endre, 1872-től Tarai/Taray Endre/Andor; Pécs, 1822. július 15. – Budapest, 1900. október 27.) jogász, bíró, a magyar királyi pénzügyi közigazgatási biróság ítélőbírája és a Lipót-rend kiskeresztese.

## Élete
1872 és 1881 között Deák- ill. Szabadelvű Párti országgyűlési képviselő volt. Ugyanebben az időszakban a könyvtári bizottság élén állt, s 1878-ban az ő kezdeményezésére kezdődtek meg a parlamenti cserekapcsolatok kialakulásai, valamint biztosították a könyvtárat tűzveszély ellen. Pécs polgármestere (1874–1875), majd 1894-től az EKE Székesfővárosi osztály választmányi tagja volt.

## Munkái
1. Magyarország európai hatása és Deák Ferencz . 2. kiadás. Budapest, 1870
2. Parlamenti felsőház. 2. kiadás. Uo. 1874
3. Vázlatok az alkotmányozási elmélet köréből. Pest, 1873
4. A bankügyről. Bpest, 1874
5. Eszmék az igazságszolgáltatási politika köréből. Uo. 1881